# Ligne de Dillingen à Niedaltdorf
La ligne de Hemmersdorf-frontière à Dillingen  est une ligne ferroviaire allemande qui prolonge la ligne française de Bouzonville à Guerstling et qui aboutit à Dillingen (Sarre) sur la ligne de Saarbrücken à Karthaus.
Elle constitue la ligne 3212 du réseau ferré allemand.
Autrefois, elle faisait partie de l'axe stratégique reliant Metz à Dillingen (Sarre) via Bouzonville. Si elle est encore utilisée pour le trafic fret entre la France et l'Allemagne, il existe encore un trafic voyageur en Allemagne.

## Histoire
Cette ligne à double voie a été construite entre 1897 et 1901 par la Direction générale impériale des chemins de fer d'Alsace-Lorraine. Le tronçon entre Bouzonville et Dillingen a été mis en service le 1er juillet 1901. Elle a été prolongée vers Metz en 1908. Après la Première Guerre mondiale, la frontière franco-allemande coupe la ligne entre les gares de Guerstling et Kerprich-Hemmersdorf mais le trafic voyageur s'est poursuivi entre Bouzonville et Dillingen. Après le retour du Territoire du Bassin de la Sarre à l'Allemagne le 1er mars 1935, le tronçon allemand est repris par la Deutsche Reichsbahn. C'est à ce moment qu'est créé la halte de Niedaltdorf, terminus des trains provenant de Dillingen. Les trains en provenance de Bouzonville sont terminus Hemmersdorf. Durant la Seconde Guerre mondiale, le trafic est rétabli entre Metz et Dillingen. 
Le 7 octobre 1944, une bombe américaine détruit le pont sur la Sarre. Le trafic voyageur entre Bouzonville et Niedaltdorf est rétabli à la fin de la Seconde Guerre mondiale. Au titre des dommages de guerre, le pont est reconstruit en 1948 à voie unique. Fin des années 1970, la gare de Siersburg est transformée en halte.
Cette ligne a permis le transport de fonte liquide entre la Dillinger Hütte et les aciéries lorraines.